# Berényi Nóra Blanka
Berényi Nóra Blanka (1998. május 11. –) magyar színésznő.

## Életpályája
1998-ban született Budapesten. A Nemes Nagy Ágnes Művészeti Szakközépiskola tánctagozatán tanult. Utána 2017–2022 között a Színház- és Filmművészeti Egyetem hallgatója volt, Máté Gábor és Székely Kriszta osztályában; majd mint a freeszfe hallgatója a Salzburgi Mozarteum egyetemtől vette át a diplomáját. 2022-től a Radnóti Színház társulatának tagja.

## Színházi szerepei

### Radnóti Színház
- Robert Icke: Oidipusz – Likhász, Oidipusz személyi titkára
- Ödön von Horváth: Istentelen ifjúság – Eva / Elli / Nelly / Tanító / F.
- Tena Štivičić: 3tél – Ruža Kralj, Maša és Dunja anyja
- Hajdu Szabolcs: Legközelebbi ember – Petra
- Bartis Attila – Mikó Csaba: A vége – Imolka / Klári / Lilla / Gagarin
- Szálinger Balázs: Kályha Kati – Vass Inci, Kati lánya
- Truman Capote – Richard Greenberg: Álom luxuskivitelben – Mag Wildwood/Rendőrnő
- Wajdi Mouawad: Futótűz – Jeanne Marwan | szerepátvétel
- Ray Bradbury: 451 Fahrenheit – Clarisse
- Radnóti Miklós: Ikrek hava
- Kafka: Mintha élne-3 egyfelvonásos (Gólem színház)
- Tony Kushner:Angyalok amerikában: Emily|Angyal| Hajléktalan nő| Ella Chapter

### Egyéb
- Sarah Kane és Euripidész nyomán: Hippolütosz – Phaedra (Marczibányi Téri Művelődési Központ, 2022)
- Örkény István: Pisti a vérzivatarban – Rizi (Marczibányi Téri Művelődési Központ, 2022)
- Székely Csaba: 10 – VI. (Tatabányai Jászai Mari Színház, 2021)
- Sipos László Márk: XX84 – Júlia (Kispont Galéria, 2021)
- Hajdu Szabolcs: Ernelláék Farkaséknál – Eszter (Hatszín Teátrum, 2021)
- Koldusopera – Lucy (Miskolci Nemzeti Színház, 2021)
- Peter Weiss: Hölderlin – Panthea, Wilhelmina (2021)
- Schiller: Don Carlos – Mondecar márkinő
- Othello – Bianca (Katona József Színház, 2020)
- Hogyan születnek császárok? ( Titus Andronicus) – Tamora (Ódry Színpad, 2020)
- Sipos László Márk: Herkules sarok – lány (Ódry Színpad, 2020)
- Vincze Ottó: Boci boci tarka operetta – Rozika (Ódry Színpad, 2019)
- Gardenö Klaudia- Reményshow

## Filmes és televíziós szerepei
- Békeidő (2020)
- A renitens (2024)